# Вознесенське (Калінінградська область)
Вознесенське (рос. Вознесенское, нім. Wenzlowischken, 1938–1946 Wenzbach) — селище Нестеровського району, Калінінградської області Росії. Входить до складу Пригороднього сільського поселення.
Населення —  105 осіб (2015 рік). 

## Населення
| 2002 | 2010 |
| ---- | ---- |
| 131  | ↘105 |